# 指示詞
指示詞是一些用來指明某個或者某些特定的東西或地方的詞語。它既可以指代某個地方，也能指代其他內容。在不同的語言裡面，指示詞按照空間距離可以分為不同套數。有些語言只有一套通用指示詞，就不分近遠；一般來講好多語言就有兩至三套。兩套即近和遠，譬如英語中的「this」和「that」以及中文中的「這裡」和「那裡」等。